# Grand-Camp (Sena Marítim)
Grand-Camp és un municipi francès situat al departament del Sena Marítim i a la regió de Normandia. L'any 2007 tenia 695 habitants.

## Demografia

### Població
El 2007 la població de fet de Grand-Camp era de 695 persones. Hi havia 244 famílies de les quals 29 eren unipersonals (21 homes vivint sols i 8 dones vivint soles), 66 parelles sense fills, 128 parelles amb fills i 21 famílies monoparentals amb fills.
La població ha evolucionat segons el següent gràfic:
Habitants censats

### Habitatges
El 2007 hi havia 253 habitatges, 246 eren l'habitatge principal de la família, 3 eren segones residències i 4 estaven desocupats. Tots els 250 habitatges eren cases. Dels 246 habitatges principals, 219 estaven ocupats pels seus propietaris, 22 estaven llogats i ocupats pels llogaters i 5 estaven cedits a títol gratuït; 1 tenia una cambra, 4 en tenien dues, 21 en tenien tres, 48 en tenien quatre i 172 en tenien cinc o més. 207 habitatges disposaven pel capbaix d'una plaça de pàrquing. A 82 habitatges hi havia un automòbil i a 161 n'hi havia dos o més.

### Piràmide de població
La piràmide de població per edats i sexe el 2009 era:
| Homes | Edats   | Dones |
| ----- | ------- | ----- |
| 0     | 95 o +  | 0     |
| 0     | 90 a 94 | 0     |
| 0     | 85 a 89 | 0     |
| 0     | 80 a 84 | 0     |
| 0     | 75 a 79 | 4     |
| 8     | 70 a 74 | 4     |
| 4     | 65 a 69 | 12    |
| 16    | 60 a 64 | 20    |
| 8     | 55 a 59 | 16    |
| 20    | 50 a 54 | 8     |
| 32    | 45 a 49 | 48    |
| 44    | 40 a 44 | 24    |
| 20    | 35 a 39 | 24    |
| 32    | 30 a 34 | 20    |
| 8     | 25 a 29 | 16    |
| 28    | 20 a 24 | 8     |
| 16    | 15 a 19 | 40    |
| 36    | 10 a 14 | 28    |
| 20    | 5 a 9   | 28    |
| 12    | 0 a 4   | 16    |

## Economia
El 2007 la població en edat de treballar era de 492 persones, 344 eren actives i 148 eren inactives. De les 344 persones actives 334 estaven ocupades (179 homes i 155 dones) i 9 estaven aturades (4 homes i 5 dones). De les 148 persones inactives 46 estaven jubilades, 62 estaven estudiant i 40 estaven classificades com a «altres inactius».

### Ingressos
El 2009 a Grand-Camp hi havia 235 unitats fiscals que integraven 685 persones, la mediana anual d'ingressos fiscals per persona era de 21.263 €.

### Activitats econòmiques
Dels 11 establiments que hi havia el 2007, 2 eren d'empreses de fabricació d'altres productes industrials, 4 d'empreses de construcció, 2 d'empreses de comerç i reparació d'automòbils, 1 d'una empresa d'hostatgeria i restauració, 1 d'una empresa immobiliària i 1 d'una entitat de l'administració pública.
Dels 4 establiments de servei als particulars que hi havia el 2009, 1 era un paleta, 2 fusteries i 1 restaurant.
L'any 2000 a Grand-Camp hi havia 8 explotacions agrícoles que ocupaven un total de 180 hectàrees.

## Equipaments sanitaris i escolars
El 2009 hi havia 1 escola maternal i 1 escola elemental.

## Poblacions més properes
El següent diagrama mostra les poblacions més properes.